# Гуава земляничная
Земляничная гуава, или гуава Кеттли (лат. Psidium cattleyanum) — плодовое дерево семейства миртовые.

## Описание
Земляничная гуава — маленькое вечнозелёное медленнорастущее дерево высотой 2-4 м с тёмно-зелёными глянцевыми кожистыми листьями 3,4-12 см длиной и 1,6-6 см шириной. Плод круглый, 2,5-4 см диаметром, с тонкой кожицей тёмно-красного, пурпурно-красного или лимонно-жёлтого цвета. Мякоть красных плодов — белая, чуть красноватая вблизи кожицы, у жёлтых плодов — желтоватая. В обоих типах плодов мякоть сочная, просвечивающаяся и имеет земляничный аромат. Содержит витамины А и В.

## Распространение
Родина земляничной гуавы — Восточная Бразилия. В ограниченных масштабах она также культивируется в других странах Центральной и Южной Америки, во Флориде, в Южной Калифорнии, на Антильских, Багамских и Бермудских островах. Она также интродуцирована и культивируется в Африке, Индии, Малайзии, на Шри-Ланке , Филиппинах и Сейшельских островах.

## Использование
Плоды земляничной гуавы употребляются в свежем виде и используются для получения джемов, желе, шербетов, соков и алкогольных напитков.

## Галерея
| Листья | Цветок | Плоды |